# Galtara rostrata
Galtara rostrata är en fjärilsart som beskrevs av Hans Daniel Johan Wallengren 1860. Galtara rostrata ingår i släktet Galtara och familjen björnspinnare. Inga underarter finns listade i Catalogue of Life.